# 5-HT2B-рецептор
5-HT2B-рецептор — белок одного из подтипов серотониновых рецепторов подсемейства 5-HT2-рецепторов. У человека этот рецепторный белок кодируется геном HTR2B. Рецепторы подтипа 5-HT2B относятся к семейству метаботропных G-белок-связанных рецепторов, и служат для связывания нейромедиатора серотонина (5-гидрокситриптамина, 5-HT).

## Функция
Рецепторы подсемейства 5-HT2 (к которым относится и 5-HT2B-рецептор) опосредуют многие из центральных и периферических физиологических эффектов серотонина у человека и животных. В частности, к сердечно-сосудистым эффектам активации 5-HT2B-рецепторов относится вазоконстрикция и изменения формы тромбоцитов, а к центральным эффектам относится сенсибилизация нейронов к тактильным стимулам и опосредование некоторых эффектов галлюциногенов, в частности замещённых амфетаминов.
Рецепторы подтипа 5-HT2B вовлечены в:
- ЦНС: пресинаптическое ингибирование, поведенческие эффекты[3]
- Кровеносные сосуды: лёгочная вазоконстрикция[4]
- Сердце: Рецепторы подтипа 5-HT2B регулируют структуру и функции сердечной мышцы, что иллюстрируется аномальным развитием сердца у мыши, лишённой функционирующих 5-HT2B рецепторов.[5] Стимуляция рецепторов подтипа 5-HT2B может также приводить к аномальной, патологической пролиферации фибробластов сердечных клапанов,[6] что при хронической гиперстимуляции 5-HT2B может приводить к серьёзной вальвулопатии (клапанным порокам) и сердечной недостаточности. Более того, сравнительно недавно было показано, что рецепторы подтипа 5-HT2B гиперэкспрессированы в сердце людей, страдающих сердечной недостаточностью, и что антагонисты рецепторов подтипа 5-HT2B способны защищать сердце от вызываемой β-адренергическими агонистами, вазопрессином или ангиотензином II патологической гипертрофии сердечной мышцы у экспериментальных мышей.[7][8][9]
- SERT: Рецепторы подтипа 5-HT2B регулируют методом обратной связи выделение серотонина, влияя на активность белка-транспортера серотонина, и важны как для нормальной физиологической регуляции уровней серотонина в плазме крови,[10] так и для ограничения аномального выброса серотонина, вызываемого такими веществами, как MDMA.[11] Однако интересно, что активация рецепторов подтипа 5-HT2B, похоже, играет защитную роль против развития серотонинового синдрома, могущего возникнуть при резком повышении уровней внеклеточного серотонина,[12] несмотря на его роль в модуляции высвобождения серотонина.

## Для дополнительного чтения
- Raymond J.R., Mukhin Y.V., Gelasco A., et al. Multiplicity of mechanisms of serotonin receptor signal transduction (англ.) // Pharmacol. Ther. : journal. — 2002. — Vol. 92, no. 2—3. — P. 179—212. — doi:10.1016/S0163-7258(01)00169-3. — PMID 11916537.
- Bonhaus D.W., Bach C., DeSouza A., et al. The pharmacology and distribution of human 5-hydroxytryptamine2B (5-HT2B) receptor gene products: comparison with 5-HT2A and 5-HT2C receptors (англ.) // Br. J. Pharmacol.[англ.] : journal. — 1995. — Vol. 115, no. 4. — P. 622—628. — doi:10.1111/j.1476-5381.1995.tb14977.x. — PMID 7582481. — PMC 1908489.
- Choi D.S., Birraux G., Launay J.M., Maroteaux L. The human serotonin 5-HT2B receptor: pharmacological link between 5-HT2 and 5-HT1D receptors (англ.) // FEBS Lett.[англ.] : journal. — 1994. — Vol. 352, no. 3. — P. 393—399. — doi:10.1016/0014-5793(94)00968-6. — PMID 7926008.
- Kursar J.D., Nelson D.L., Wainscott D.B., Baez M. Molecular cloning, functional expression, and mRNA tissue distribution of the human 5-hydroxytryptamine2B receptor (англ.) // Mol. Pharmacol.[англ.] : journal. — 1994. — Vol. 46, no. 2. — P. 227—234. — PMID 8078486.
- Schmuck K., Ullmer C., Engels P., Lübbert H. Cloning and functional characterization of the human 5-HT2B serotonin receptor (англ.) // FEBS Lett.[англ.] : journal. — 1994. — Vol. 342, no. 1. — P. 85—90. — doi:10.1016/0014-5793(94)80590-3. — PMID 8143856.
- Launay J.M., Birraux G., Bondoux D., et al. Ras involvement in signal transduction by the serotonin 5-HT2B receptor (англ.) // J. Biol. Chem. : journal. — 1996. — Vol. 271, no. 6. — P. 3141—3147. — doi:10.1074/jbc.271.6.3141. — PMID 8621713.
- Le Coniat M., Choi D.S., Maroteaux L., et al. The 5-HT2B receptor gene maps to 2q36.3-2q37.1 (англ.) // Genomics. — Academic Press, 1996. — Vol. 32, no. 1. — P. 172—173. — doi:10.1006/geno.1996.0101. — PMID 8786115.
- Kim S.J., Veenstra-VanderWeele J., Hanna G.L., et al. Mutation screening of human 5-HT(2B)receptor gene in early-onset obsessive-compulsive disorder (англ.) // Mol. Cell. Probes[англ.] : journal. — 2000. — Vol. 14, no. 1. — P. 47—52. — doi:10.1006/mcpr.1999.0281. — PMID 10722792.
- Manivet P., Mouillet-Richard S., Callebert J., et al. PDZ-dependent activation of nitric-oxide synthases by the serotonin 2B receptor (англ.) // J. Biol. Chem. : journal. — 2000. — Vol. 275, no. 13. — P. 9324—9331. — doi:10.1074/jbc.275.13.9324. — PMID 10734074.
- Becamel C., Figge A., Poliak S., et al. Interaction of serotonin 5-hydroxytryptamine type 2C receptors with PDZ10 of the multi-PDZ domain protein MUPP1 (англ.) // J. Biol. Chem. : journal. — 2001. — Vol. 276, no. 16. — P. 12974—12982. — doi:10.1074/jbc.M008089200. — PMID 11150294.
- Manivet P., Schneider B., Smith J.C., et al. The serotonin binding site of human and murine 5-HT2B receptors: molecular modeling and site-directed mutagenesis (англ.) // J. Biol. Chem. : journal. — 2002. — Vol. 277, no. 19. — P. 17170—17178. — doi:10.1074/jbc.M200195200. — PMID 11859080.
- Borman R.A., Tilford N.S., Harmer D.W., et al. 5-HT2B receptors play a key role in mediating the excitatory effects of 5-HT in human colon in vitro (англ.) // Br. J. Pharmacol.[англ.] : journal. — 2002. — Vol. 135, no. 5. — P. 1144—1151. — doi:10.1038/sj.bjp.0704571. — PMID 11877320. — PMC 1573235.
- Mammalian Gene Collection (MGC) Program Team. Generation and initial analysis of more than 15,000 full-length human and mouse cDNA sequences // Proceedings of the National Academy of Sciences. — 2002. — 11 декабря (т. 99, № 26). — С. 16899—16903. — ISSN 0027-8424. — doi:10.1073/pnas.242603899. [исправить]
- Matsuda A., Suzuki Y., Honda G., et al. Large-scale identification and characterization of human genes that activate NF-kappaB and MAPK signaling pathways (англ.) // Oncogene : journal. — 2003. — Vol. 22, no. 21. — P. 3307—3318. — doi:10.1038/sj.onc.1206406. — PMID 12761501.
- Slominski A., Pisarchik A., Zbytek B., et al. Functional activity of serotoninergic and melatoninergic systems expressed in the skin (англ.) // J. Cell. Physiol.[англ.] : journal. — 2003. — Vol. 196, no. 1. — P. 144—153. — doi:10.1002/jcp.10287. — PMID 12767050.
- Gerhard D.S., Wagner L., Feingold E.A., et al. The Status, Quality, and Expansion of the NIH Full-Length cDNA Project: The Mammalian Gene Collection (MGC) (англ.) // Genome Res. : journal. — 2004. — Vol. 14, no. 10B. — P. 2121—2127. — doi:10.1101/gr.2596504. — PMID 15489334. — PMC 528928.
- Lin Z., Walther D., Yu X.Y., et al. The human serotonin receptor 2B: coding region polymorphisms and association with vulnerability to illegal drug abuse (англ.) // Pharmacogenetics : journal. — 2005. — Vol. 14, no. 12. — P. 805—811. — doi:10.1097/00008571-200412000-00003. — PMID 15608559.
- Hillier L.W., Graves T.A., Fulton R.S., et al. Generation and annotation of the DNA sequences of human chromosomes 2 and 4 (англ.) // Nature : journal. — 2005. — Vol. 434, no. 7034. — P. 724—731. — doi:10.1038/nature03466. — PMID 15815621.